# Saddle River (New Jersey)
Pour les articles homonymes, voir Saddle River.
Saddle River est un borough dans le comté de Bergen, au New Jersey, États-Unis.

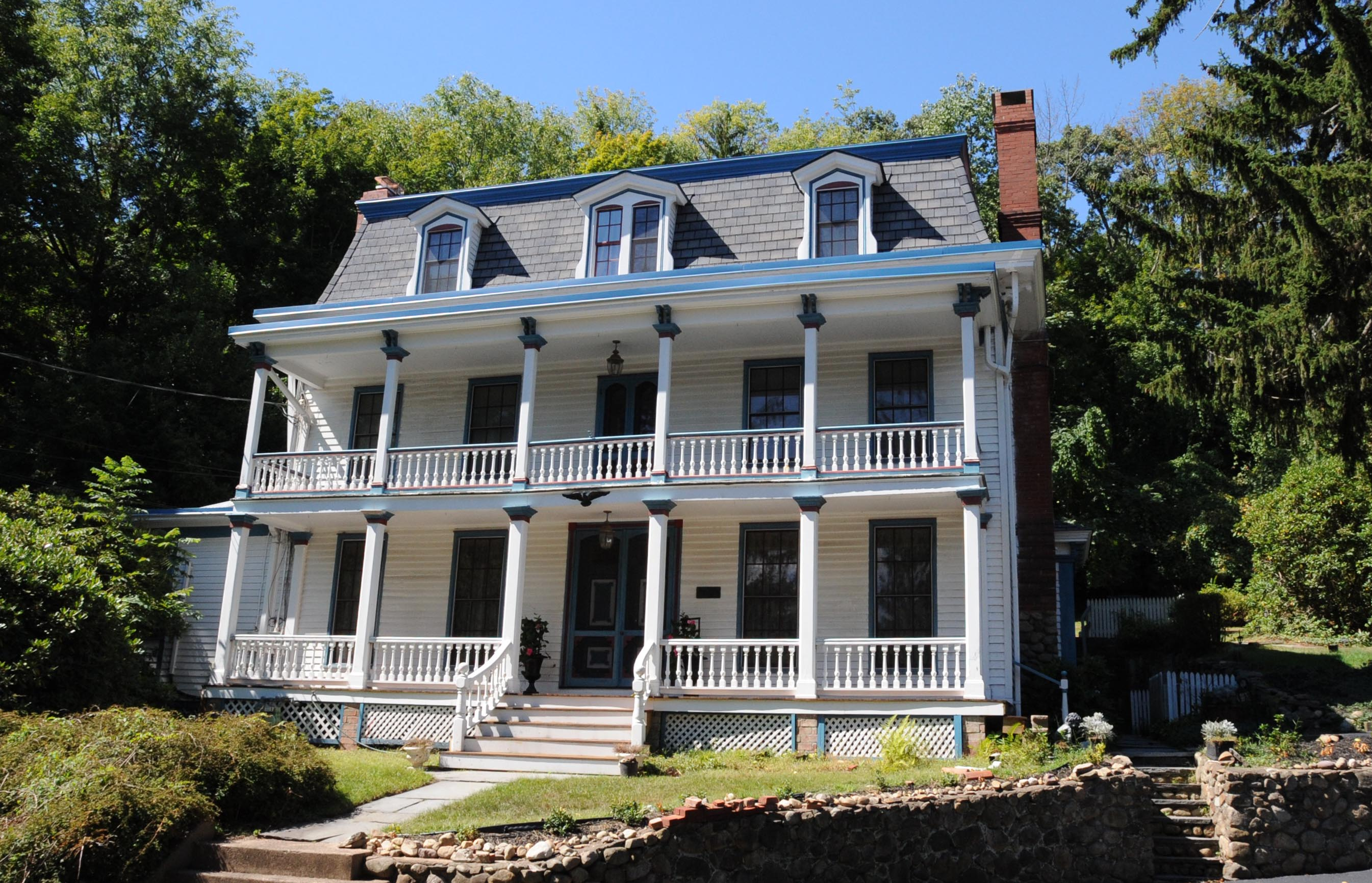
Maison B. C. Wandell - The Cedars